# Pontifícia Universidade Antonianum
A Pontifícia Universidade Antonianum (em latim: Pontificia Universitas Antonianum, em italiano:  Pontificia Università Antonianum), também conhecida como Pontifícia Universidade de Santo Antônio ou simplesmente O Antoniano, é uma universidade franciscana fundada em honra de Santo Antônio de Pádua, situada em Roma, Itália. Localiza-se no bairro Esquilino, uma quadra ao norte da Basílica de São João de Latrão, na Via Merulana, 124, próximo ao cruzamento com a Via Labicana/Viale Manzoni.

## Fundação
Em 1883, o padre Bernardino Dal Vago da Portogruaro (Ministro Geral da Ordem dos Frades Menores entre 1869 e 1889) propôs a construção de uma nova faculdade acadêmica:
Assim acontecerá que, no devido tempo, a Ordem será iluminada por homens verdadeiramente instruídos e perfeitamente versados nas disciplinas escolares individuais, e cada província poderá glorificar-se e beneficiar-se de tais professores e mestres.
A construção da universidade teve início em 1884 e foi inaugurada seis anos depois, em 1890, sob a direção de Luigi Canali (1889–1897).

## Reconhecimento oficial
Para obter reconhecimento legal do Estado italiano, a universidade foi inicialmente estabelecida como um Colégio Missionário vinculado à Cúria Romana e à Propaganda Fide. Apesar disso ter permitido sua fundação e funcionamento, a missão acadêmica da instituição ia além do trabalho missionário, levando seus dirigentes a buscar o reconhecimento pleno da universidade.
Esse processo foi atrasado pela Primeira Guerra Mundial e posteriormente pela promulgação, pelo Papa Pio XI, da constituição apostólica Deus Scientiarum Dominus, que estabelecia novas normas para o ensino acadêmico nas instituições eclesiásticas. Finalmente, em 17 de maio de 1933, a Congregação dos Seminários e Universidades emitiu um decreto concedendo à universidade o direito de conferir títulos acadêmicos.
Em 14 de junho de 1938, o Papa Pio XI autorizou o uso do título de Pontifícia. Posteriormente, em 11 de janeiro de 2005, o Papa João Paulo II reafirmou esse status, conferindo-lhe oficialmente o título de Pontifícia Universidade.

## Faculdades
A Pontifícia Universidade Antonianum é composta por quatro faculdades principais, além de diversos institutos associados, oferecendo aproximadamente 180 cursos por ano:
- Faculdade de Teologia
- Faculdade de Ciências Bíblicas
- Faculdade de Direito Canônico
- Faculdade de Filosofia

Além disso, a universidade abriga o Instituto Franciscano de Espiritualidade, administrado pela Ordem dos Frades Menores.